# Чаячий
Ча́ячий (рос. Чаячий) — селище у складі Шипуновського району Алтайського краю, Росія. Входить до складу Красноярівської сільської ради.

## Населення
Населення — 80 осіб (2010; 113 у 2002).
Національний склад (станом на 2002 рік):
- росіяни — 93 %